# Gabriela Rocha
Gabriela Rocha Corrêa, más conocida como Gabriela Rocha (São Paulo, 13 de marzo de 1994) es una cantante brasileña  de música cristiana contemporánea. 

## Biografía
Gabriela Rocha nació en São Paulo, Brasil, el 13 de marzo de 1994, hija de Teresa Helena Machado y Augusto Corrêa. 
Los primeros años de Gabriela transcurrieron en un hogar humilde de padres cristianos, quienes con grandes esfuerzos, la matricularon en talleres de Técnica Vocal para empezar a cantar en la iglesia que frecuentaban. Comenzó a hacerse conocida a los 11 años de edad a través del concurso Jóvenes Talentos, en el programa televisivo de Raul Gil en la Red Globo, donde ingresó en 2005 y lo ganó en mayo de 2007. Tras eso, comenzó a hacer varias participaciones en el mismo programa televisivo en el bloque de  "Homenaje al Artista", dentro del cual se destacan sus presentaciones en homenaje a artistas cristianos de larga trayectoria como Ana Paula Valadão, Ramily y el más conocido de esta época interpretando la icónica canción "O Poder de Seu Amor" de la cantante Aline Barros, causando gran sensación y asombro por su enorme talento entre los espectadores. En este mismo espacio, lanzó una versión propia de la canción "Hallelujah" original de Leonard Cohen, de la cual tomó la melodía y re compuso la letra, haciendo viral esta versión de la canción dentro y fuera de Brasil. 
En 28 de julio de 2012, firmó contrato con la compañía discográfica Sony Music y lanzó su álbum debut, Jesus con producción de Thalles Roberto y Fábio Aposan, después de haberse viralizado su colaboración con Thalles en la canción Nada Alem de Ti en 2011. Más adelante Gabriela continuó haciéndose conocida en Brasil y el mundo, a través de sus viajes misioneros como artista góspel por todas las ciudades y estados de Brasil. En 2016, luego del rotundo éxito de su canción Ninguém Explica a Deus  en colaboración con la agrupación góspel Preto No Branco, que ya cuenta con más de 700 millones de visualizaciones en Youtube, el nombre de Gabriela Rocha se hizo cada vez más reconocido acompañada de sus más grandes éxitos como la canción Lugar Secreto en 2017, parte de su EP musical "Céu" que además contó con versiones y regrabaciones de clásicos cristianos como "Eu Navegarei" y otros de sus temas más populares como la canción Atos 2, entre otros. Tras el rotundo éxito de la canción Lugar Secreto que se posicionó en el #1 de los tops de música cristiana en Brasil y en los primeros lugares en las plataformas de streaming de música a nivel internacional, Gabriela continuó expandiéndose internacionalmente hasta llegar a colaborar con grandes artistas del medio góspel latinoamericano y norteamericano como Christine D'Clario, Elevation Worship, Kim Walker-Smith, CeCe Winans, entre otros.
En 2020 la carrera musical de Gabriela alcanzó grandes hitos dentro y fuera de Brasil, con el lanzamiento de su EP Hosanna y la reproducción masiva de su set de adoración en vivo "Juntos Em Adoração" durante el tiempo de cuarentena en la pandemia mundial por Covid-19, generando gran recepción entre muchas figuras famosas de dentro y fuera del medio góspel a nivel nacional e internacional, alcanzando así a un público aún mayor. En Julio del mismo año, fue el lanzamiento de su libro devocional "Jesus Todo Dia", que rápidamente se convirtió en best seller en las principales ciudades de Brasil. 
Hoy día, cuenta con más de 5 álbumes de estudio y en vivo, donde, como ella misma lo menciona, su propósito principal es llevar a las personas a tener un encuentro personal con Dios a través del conocimiento de la persona de Jesús, quien es exaltado y adorado en sus canciones, como lo expresó en su discurso de aceptación del premio a la "Artista Góspel del Año" (2022) en los Premios Gerando Salvação que galardonan los artistas de la música cristiana en Portugués dentro y fuera de Brasil. Con tan solo 29 años de edad, Gabriela ya es considerada una de las artistas góspel más relevantes de todos los tiempos en Brasil, y actualmente es la artista musical cristiana con mayor número de suscriptores en YouTube a nivel mundial.  En su última producción en vivo A presença, lanzada el 25 de enero de 2023, Gabriela lanzó la canción Me Atraiu (02/01/2023) que se ha convertido en un éxito viral y ya cuenta con cerca de 20 millones de vistas en Youtube, a tan solo 1 mes de su lanzamiento al público.

## Vida personal
En 2018, después de 7 años de noviazgo, contrajo nupcias con el empresario, escritor y conferencista brasilero Leandro Moreira Frias, quien es reconocido por ser el CEO de la escuela de animación y creación multimedia ZION en Brasil, y autor del best seller "Seja Um Líder de Heróis". La boda tuvo lugar frente al icónico Lago Giacomo de Italia, en presencia de amigos y familiares de la pareja, entre los cuales destacan Thalles Roberto, el reconocido futbolista Nene, la cantante cristiana Bruna Karla, entre otros.

## Discografía
Álbumes de estudio
- 2012: Jesus
- 2014: Pra Onde Iremos?
- 2016: SML

Álbumes en vivo
- 2016: Até Transbordar
- 2020: Hossana
- 2023: A Presença

EPs
- 2018: Céu
- 2016: Gabriela Rocha

Con Elias de Santos
- 2008: Irmãos na Fé